# Мюґра
Мюґра (ест. Mügra), місцева назва Мюґря (ест. Mügrä) — село в Естонії, входить до складу волості Валґ'ярве, повіту Пилвамаа.